# Jerry Orbach
Jerome Bernard Orbach (20 tháng 10 năm 1935 – 28 tháng 12 năm 2004) là một nam diễn viên và ca sĩ người Mỹ. Lúc lâm chung ông được miêu tả là "một trong những người đàn ông thiện ý hàng đầu của nhạc kịch Broadway và nhân vật nổi tiếng toàn cầu trên truyền hình" và "nam diễn viên đa tài trên cả sân khấu lẫn điện ảnh".
Sự nghiệp chuyên nghiệp của Orbach bắt đầu trên sân khấu New York, cả ở trong và ngoài Broadway (off-Broadway) – nơi ông tạo ra những vai diễn như El Gallo trong vở kịch off-Broadway The Fantasticks và trở thành nghệ sĩ đầu tiên hát chuẩn ca khúc "Try to Remember" trong vở diễn; Billy Flynn trong các vở nhạc kịch gốc là Chicago (1975–1977) và Julian Marsh trong vở nhạc kịch gốc 42nd Street (1980–1985). Từng giành nhiều đề cử giải Tony, ông đã đoạt giải với vai Chuck Baxter trong vở Promises, Promises (1968–1972).
Ở cuối sự nghiệp, Orbach đóng những vai phụ trong các phim điện ảnh như Prince of the City (1981), Dirty Dancing (1987), Crimes and Misdemeanors (1989) và Người đẹp và quái vật của Disney (1991). Ông còn thường xuyên có những vai khách mời trên truyền hình, bao gồm vai thám tử tư Harry McGraw trong Murder, She Wrote (1985–1991). Tuy nhiên, ông lại gắn bó tên tuổi của mình trên toàn cầu với vai thám tử NYPD Lennie Briscoe trong loạt phim truyền hình chính kịch tội phạm dài tập của NBC là Law & Order.(1992–2004).

## Danh sách tác phẩm

### Sân khấu
| Năm       | Tựa đề               | Vai diễn                         | Ghi chú |
| --------- | -------------------- | -------------------------------- | --- |
| 1955–1961 | The Threepenny Opera | Streetsinger, Smith and Macheath | |
| 1960      | The Fantasticks      | El Gallo                         | |
| 1961–1963 | Carnival!            | Paul the Puppeteer               | |
| 1964      | The Cradle Will Rock | Larry Foreman                    | |
| 1965      | Guys and Dolls       | Sky Masterson                    | Đề cử—Giải Tony cho nam diễn viên nhạc kịch nổi bật                                                           |
| 1965      | Carousel             | Jigger Craigin                   | |
| 1966      | Annie Get Your Gun   | Charlie Davenport                | |
| 1967      | The Natural Look     | Malcolm                          | |
| 1967      | Scuba Duba           | Harold Wonder                    | |
| 1968–1972 | Promises, Promises   | Chuck Baxter                     | Giải Drama Desk cho nam diễn viên nhạc kịch nổi bật Giải Tony cho nam diễn viên nhạc kịch nổi bật             |
| 1972–1973 | 6 Rms Riv Vu         | Paul Friedman                    | |
| 1975–1977 | Chicago              | Billy Flynn                      | Đề cử—Giải Drama Desk cho nam diễn viên nhạc kịch nổi bật Đề cử—Giải Tony cho nam diễn viên nhạc kịch nổi bật |
| 1980–1985 | 42nd Street          | Julian Marsh                     | |

### Điện ảnh
| Năm  | Tựa đề phim                                             | Vai diễn                | Ghi chú |
| ---- | ------------------------------------------------------- | ----------------------- | --- |
| 1955 | Guys and Dolls                                          | Barbershop extra        | Không ghi nhận |
| 1955 | Marty                                                   | Ballroom extra          | Không ghi nhận |
| 1958 | Cop Hater                                               | Gang Leader- "Mumzer"   | |
| 1961 | Mad Dog Coll                                            | Joe Clegg               | |
| 1964 | Ensign Pulver                                           | Unknown                 | |
| 1965 | John Goldfarb, Please Come Home                         | Pinkerton               | |
| 1971 | The Gang That Couldn't Shoot Straight                   | Kid Sally               | |
| 1972 | A Fan's Notes                                           | Fred                    | |
| 1975 | Fore Play                                               | Jerry Lorsey            | |
| 1977 | The Sentinel                                            | Michael Dayton          | |
| 1981 | Underground Aces                                        | Herbert Penlittle       | |
| 1981 | Prince of the City                                      | Det. Gus Levy           | Đề cử—Giải của Hội phê bình phim quốc gia cho nam diễn viên phụ xuất sắc nhất (Hạng 2) Đề cử—Giải của Hội phê bình phim New York cho nam diễn viên phụ xuất sắc nhất (Hạng 3) |
| 1985 | Brewster's Millions                                     | Charlie Pegler          | |
| 1986 | The Imagemaker                                          | Byron Caine             | |
| 1986 | F/X                                                     | Nicolas DeFranco        | |
| 1987 | Dirty Dancing                                           | Dr. Jake Houseman       | |
| 1987 | Someone to Watch Over Me                                | Lt. Garber              | |
| 1987 | I Love N.Y.                                             | Leo                     | |
| 1989 | Last Exit to Brooklyn                                   | Boyce                   | |
| 1989 | Crimes and Misdemeanors                                 | Jack Rosenthal          | |
| 1991 | Dead Women in Lingerie                                  | Bartoli                 | |
| 1991 | California Casanova                                     | Constantin Rominoffski  | |
| 1991 | Out for Justice                                         | Capt. Ronnie Dozinger   | |
| 1991 | Toy Soldiers                                            | Albert Trotta           | Không ghi chú |
| 1991 | Delusion                                                | Larry                   | |
| 1991 | Delirious                                               | Lou Sherwood            | |
| 1991 | Người đẹp và quái vật                                   | Lumière (lồng tiếng)    | |
| 1992 | A Gnome Named Gnorm                                     | Stan Walton             | |
| 1992 | Straight Talk                                           | Milo Jacoby             | |
| 1992 | Universal Soldier                                       | Dr. Christopher Gregor  | |
| 1992 | Mr. Saturday Night                                      | Phil Gussman            | |
| 1993 | The Cemetery Club                                       | Unknown                 | Không ghi chú |
| 1996 | Aladdin and the King of Thieves                         | Sa'luk (lồng tiếng)     | Phát hành tại gia |
| 1997 | Beauty and the Beast: The Enchanted Christmas           | Lumière (lồng tiếng)    | Phát hành tại gia |
| 1998 | Beauty and the Beast: Belle's Magical World             | Lumière (lồng tiếng)    | Phát hành tại gia |
| 1999 | Temps                                                   | Announcer               | |
| 2000 | The Acting Class                                        | Unknown                 | |
| 2000 | Chinese Coffee                                          | Jake Manheim            | |
| 2000 | Prince of Central Park                                  | Businessmes             | |
| 2002 | Beauty and the Beast: Special Edition                   | Lumière (lồng tiếng)    | Phát hành IMAX |
| 2002 | Manna from Heaven                                       | Waltz Contest Announcer | |
| 2003 | Broadway: The Golden Age, by the Legends Who Were There | Chính ông               | |
| 2003 | Try to Remember: The Fantasticks                        | Chính ông               | |
| 2004 | Protesters                                              | Police Investigator     | |
| 2019 | Munch and Beast                                         | Lumiere (lồng tiếng)    | Chuck E Cheese's film |